# Constitución de Apatzingán
El Decreto Constitucional para la Libertad de la América Mexicana, referida comúnmente como la Constitución de Apatzingán, fue el documento fundamental y norma jurídica suprema que pretendía organizar al gobierno, territorio y población controlado por los insurgentes, y que aspiraba a ser instaurada totalmente al concluir el movimiento emancipador. 
Fue sancionada el 22 de octubre de 1814, por el Congreso de Anáhuac reunido en la ciudad de Apatzingán, pues había abandonado su sede en Chilpancingo, a causa de la persecución de las tropas de Félix María Calleja. La Constitución fue promulgada dos días después por el Supremo Gobierno y tuvo vigencia para las fuerzas de los insurgentes y los territorios que lograron controlar efímeramente durante el transcurso de la guerra de Independencia.

## Antecedentes
Después de la muerte de Miguel Hidalgo y Costilla, el 30 de julio de 1811, José María Morelos desde Acapulco hizo un llamado para crear en el mes de septiembre, un Congreso en la ciudad de Chilpancingo (actualmente estado de Guerrero), cuyo propósito fue crear un gobierno independiente. Proclamado como el Supremo Congreso Mexicano, fue instalado el 14 de septiembre de 1813; el mismo día Morelos anunció a la Asamblea un documento con carácter de programa llamado Sentimientos de la Nación, en el cual declaraba la independencia total de la América Mexicana y establecía un gobierno popular representativo con división de poderes, prohibía la esclavitud y la división de la población en castas. El 6 de noviembre del mismo año, el Congreso firmó el primer documento oficial de declaración de independencia conocido como el Acta Solemne de la Declaración de Independencia de la América Septentrional.

## Contenido
La Constitución de Apatzingán de 1814 se componía de 2 títulos y 242 artículos, se basó principalmente en la Constitución de Cádiz pero de manera un tanto modificada, pues en oposición a la Constitución Española, preveía la instauración de un régimen Republicano de Gobierno. Los artículos más relevantes fueron:
1. La religión católica, apostólica y romana es la única que se debe profesar en el Estado.
2. La facultad de dictar leyes y establecer la forma de gobierno que más convenga á los intereses de la sociedad, constituye la soberanía.
3. Por consiguiente, la soberanía reside originariamente en el pueblo, y su ejercicio en la representación nacional compuesta de diputados elegidos por los ciudadanos bajo la forma que prescriba la constitución.
4. Estos tres poderes, legislativo, ejecutivo y judicial, no deben ejercerse ni por una sola persona, ni por una sola corporación.
5. Se reputan ciudadanos de esta América todos los nacidos en ella.
6. La ley debe ser igual para todos...
7. Todo ciudadano se reputa inocente, mientras no se declare culpado.
8. (Las provincias de la América Mexicana): México, Puebla, Tlaxcala, Veracruz, Yucatán, Oaxaca, Técpan, Michoacán, Querétaro, Guadalajara, Guanajuato, San Luis Potosí, Zacatecas, Durango, Sonora, Coahuila y el Nuevo Reino de León.
El Gobierno Supremo (Poder Ejecutivo) se componía de 3 personas que tenían igualdad de autoridad y responsabilidades; el gobierno se ejercería en una alternancia de cada cuatro meses. Su autoridad más directa, además de la naturaleza ejecutiva y administrativa, era garantizar la protección de los derechos de los ciudadanos: la libertad, la propiedad, la igualdad y la seguridad. El Supremo Gobierno fue ejercido por José María Cos, José María Liceaga y José María Morelos.
La constitución realmente nunca tuvo validez ni fue aplicada. Casi un año después de su promulgación, su inspirador, José María Morelos y Pavón fue capturado y fusilado finalmente el 22 de diciembre de 1815 y así temporalmente las tropas realistas tomaron nuevamente el control de prácticamente todo el país.

## Redactores y firmantes
“En la población de Apatzingán, los diputados insurgentes José María Liceaga, por Guanajuato; José Sixto Verduzco, por Michoacán; José María Morelos, por Nuevo León; José Manuel Herrera, por Tecpan; José María Cos, por Zacatecas; José Sotero Castañeda por Durango; Cornelio Ortiz de Zarate, por Tlaxcala; Manuel de Aldrete y Soria, por Querétaro; Antonio José Moctezuma, por Coahuila; José María Ponce de León, por Sonora; y Francisco Argandar, por San Luis Potosí, todos nombrados por Morelos con excepción de Herrera de Técpan que fue elegido mediante votación, firman el presente decreto bajo la inspiración de Morelos, con el propósito de que sirva a México como constitución para consolidar la independencia definitiva de España y organizar adecuadamente al país. Fungen como presidente del cuerpo constituyente Liceaga y secretarios Remigio de Yarza y Pedro José Bermeo. Será publicado para su observancia el próximo 24 de octubre.

“Las personas mencionadas, Ignacio López Rayón, Manuel Sabino Crespo, Andrés Quintana, Carlos María de Bustamante y Antonio de Sesma aunque no firmaron este documento por cuestiones de salud y trabajo, contribuyeron a la formación de éste.”

## Final de la Constitución
El gobierno constituido al amparo de la Constitución se trasladaba a Tehuacán, Puebla, custodiado por el generalísimo Morelos, cuando fue interceptado por el coronel Manuel de la Concha, al frente de fuerzas del Ejército Real, el 5 de noviembre de 1815 en Tezmalaca, Gro. El Congreso logró huir gracias a Nicolás Bravo que defendía la retaguardia; pero en la acción Morelos fue capturado junto con 200 insurgentes más. De la Concha fusiló ahí mismo a 150 insurgentes, mandó embarcar los otros 50 como esclavos a Manila y entregó a Morelos a Calleja en la Ciudad de México el 13 de noviembre de 1815. Ese mismo día, el 13, el Congreso nombró a Ignacio Alas como nuevo vocal del Supremo Gobierno en sustitución de Morelos; pero dada la situación tan precaria del gobierno insurgentes, en la práctica Alas era el único miembro en presencia del poder Ejecutivo.
El general Manuel Mier y Terán quedó a cargo de la custodia del gobierno, pero ante el avance realista, disolvió el Congreso el 15 de diciembre de 1815, sustituyéndolo por una junta militar encabezada por él, la cual no recibió el respaldo de muchos jefes insurgentes, por lo que esta junta simplemente desapareció casi de inmediato. La disolución del Congreso y la desaparición de los otros dos poderes serán el final de la Constitución de Apatzingán. El 22 de diciembre Morelos fue fusilado en Ecatepec, sellando así esta etapa de la independencia.

## En el olvido
La guerra de independencia continuó y los logros constitucionales alcanzados entre 1814 y 1815 pasaron al olvido. Posteriormente, tras la proclamación del Plan de Iguala (24 de febrero de 1821), la firma de los Tratados de Córdoba (24 de agosto), la entrada triunfal del Ejército Trigarante a la Ciudad de México (27 de septiembre) y la proclamación formal de la independencia del Imperio Mexicano (28 de septiembre), nació el Estado Mexicano; el cual se rigió por la Constitución de Cádiz, modificada por nuevas leyes del Imperio, hasta que se promulgaron el Acta Constitutiva de la Federación (31 de enero de 1824) y la Constitución Federal (10 de octubre).
Bajo este nuevo marco constitucional, el Acta de Independencia de la América Septentrional y la Constitución de Apatzingán, aunque fueron rescatadas poco a poco del olvido por historiadores que reivindicaban al Congreso del Anáhuac, las guerras civiles y las nuevas constituciones surgidas de éstas, la dejaron como un episodio más de la cada vez más lejana guerra de independencia.